# Giovanni D'Anna
Giovanni D'Anna (Ancona, 27 agosto 1929 – Roma, 8 dicembre 2008) è stato un latinista e filologo classico italiano.

## Biografia
Allievo di Ettore Paratore, fu anch'egli titolare di Letteratura latina nell'Università degli studi di Roma "La Sapienza", fino al 2001, anno in cui fu proclamato professore emerito. Fu inoltre socio nazionale dell'Accademia dei Lincei: per il complesso della sua produzione scientifica venne insignito nel 2003 del Praemium Classicum Clavarense.
Gli studi di Giovanni D'Anna coprirono l'intero arco della latinità: egli si occupò di poesia arcaica, con particolare attenzione per la produzione tragica di Marco Pacuvio e di Lucio Accio indagati sotto il profilo cronologico e dell'analisi dei modelli greci di riferimento; si dedicò poi allo studio dei maggiori poeti latini con particolare predilezione per Virgilio, al quale dedicò gli Studi su Virgilio del 1995.
Non mancarono contributi significativi anche a Lucrezio e a Orazio: di quest'ultimo indagò le idee sull'arte poetica e la letteratura.
Altro filone di studi fu quello dedicato alla storiografia: accanto ad analisi del pensiero politico di Sallustio e di Tacito, D'Anna pubblicò articoli sulla storiografia tardo-antica, individuando in particolare nell'operetta Origo gentis Romanae, di cui curò l'edizione critica per la Fondazione Valla, l'utilizzo di materiale mitografico e antiquario molto antico e assai utile per ricostruire la parte più antica della storia romana in grado di dare conferme di verosimiglianza storica a molti dei miti leggendari sulla fondazione di Roma.